# Juin 1988

## Événements
- 2 juin[1] : l'ayatollah Khomeiny nomme Hachemi Rafsandjani, commandant en chef des armées iraniennes.

- 11 juin :
  - départ de la cinquante-sixième édition des 24 Heures du Mans.
  - concert hommage des 70 ans de Nelson Mandela à Wembley et qui, selon l'ANC, force le régime sud-africain à libérer Mandela plus tôt que prévu, le 7 décembre 1988

- 12 juin : 
  - la région autonome du Haut-Karabagh déclare en sécession vis-à-vis de l'Azerbaïdjan.
  - Formule 1 : Grand Prix automobile du Canada.

- 13 juin : lors du Sommet de Luxembourg, les ministres des finances de la CEE décident de libéraliser les mouvements de capitaux pour le 1er juillet 1990.

- 15 juin : le dalaï-lama présente au Parlement européen de Strasbourg une proposition officielle de négociation, qui, il l'espérait, servirait de base pour la résolution de la question du Tibet, et reprenant son Plan de paix en cinq points pour le Tibet présenté au Congrès des États-Unis à Washington le 21 septembre 1987.

- 19 juin (Formule 1) : Grand Prix automobile de Détroit.

- 25 juin : reconnaissance mutuelle de l'URSS et de la CEE.

- 26 juin : accords de Matignon entre Kanaks et caldoches sur l'avenir de la Nouvelle-Calédonie, parrainé par le Premier ministre français Michel Rocard. Ils permettent de ramener le calme.

- 26 juin : accident du Vol 296 Air France.

- 28 juin-1er juillet : XIXe congrès du Parti communiste de l'Union soviétique. Gorbatchev propose une série de réformes constitutionnelles qui doivent transférer le pouvoir du parti à des représentants élus par le peuple, réduire le rôle du parti dans la gestion de l’économie locale et accroître largement le pouvoir du président.
  - Amorce de réformes en URSS sur l’initiative de Mikhaïl Gorbatchev pour plus de transparence (glasnost) et de liberté dans la vie politique, et pour œuvrer à la restructuration sociale et économique (perestroïka). Transfert de responsabilités du Comité central aux entreprises. Loi sur les coopératives favorisant l’établissement d’entreprises privées (comme les réparateurs d’automobiles et de télévision), à condition qu’elles n’emploient pas de salariés directs.

## Naissances en juin 1988
- 1er juin : Christine and the Queens, nom de scène de Héloïse Letissier, chanteuse et pianiste française.
- 2 juin : Amber Marshall, actrice canadienne.
- 3 juin : Najib El Allouchi joueur néerlandais de futsal.
- 8 juin : Diane-Annie Tjomb, écrivaine camerounaise.
- 10 juin : Edwige Ngono Eyia, lutteuse camerounaise.
- 14 juin : 
  - Seif Bennia, oudiste et compositeur tunisien.
  - Kevin McHale, acteur et chanteur américain.
- 18 juin : 
  - Josh Dun, batteur américain.
  - Islam Slimani, Footballeur international Algérien.
- 20 juin : Loïc Page
- 27 juin : Alanna Masterson, actrice américaine.
- 28 juin : Alina Orlova, chanteuse et musicienne lituanienne.

## Décès en juin 1988
- 11 juin : Christine Fabréga, actrice française (° 1931).
- 25 juin : Hillel Slovak, 1er guitariste des Red Hot Chili Peppers.
- 26 juin : Hans Urs von Balthasar, théologien catholique suisse (° 12 août 1905).